# 精華町立東光小学校

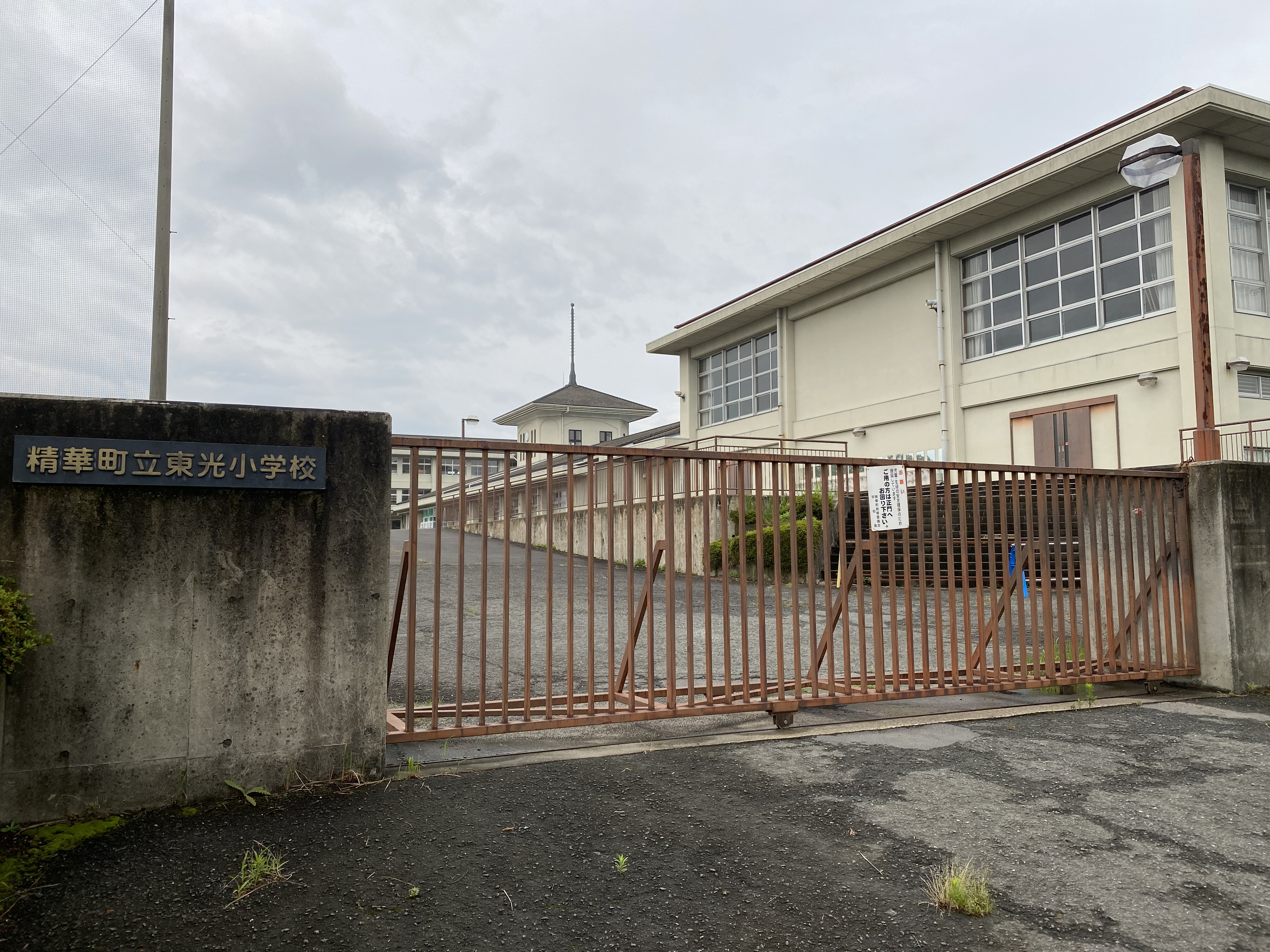
精華町立東光小学校の北門

精華町立東光小学校（せいかちょうりつ　ひがしひかりしょうがっこう）は、京都府相楽郡精華町光台７丁目４３番地１にある町立の小学校である。

## 概要
精華町立東光小学校は、1993年（平成5年）に、精華町立山田荘小学校東畑分校が廃校となり、精華町立山田荘小学校から分離する形で、精華町光台・東畑を学区とする新たな町立の小学校として、誕生した。
校名の『東光』とは、2つの学区である、東畑の『東』と光台の『光』を合わせて名づけられたものである。

## 沿革
- 1992年（平成４年）12月9日　精華町教育委員会は、来月4月精華町光台7丁目に開校する、新たな町立小学校の名前を『東光(ひがしひかり)小学校』と発表した。
- 1993年（平成5年）４月６日　精華町内、第4番目の町立小学校として、精華町立東光小学校が開校した。
- 1993年（平成5年）6月15日　京都府教育委員会から、国際理解教育モデル校に3年間指定される。
- 1994年（平成6年）2月26日　東光小学校校歌発表会が行われ、精華町立東光小学校の校歌が発表された。
- 1994年（平成6年）4月1日　精華町立東光小学校における、児童の保護者と教員による社会教育組織として、東光小学校PTAが発足された。
- 1996年（平成８年）4月1日　京都府から、平成8・9・10年度における、社会福祉協力校に指定される。
- 1998年（平成10年）4月1日　図画工作科における、平成10・11年度における、京都府教育研究協力校に指定される。
- 2000年（平成12年）4月1日　教育上、特別な支援を必要とする児童を対象とした、障害児学級(2006年に特別支援学級に名称を変更)『かしのき学級』を新たに開設した。
- 2002年（平成14年）4月　精華町立東光小学校の創立10周年記念として、記念植樹・記念文集・人形劇・航空写真の撮影が行われた。
- 2005年（平成17年）4月　第2次工事が終了し、新たに６つの普通教室が増設された。
- 2007年（平成19年）11月12日　精華町立東光小学校の創立15周年記念として、航空写真の撮影が行われた。
- 2012年（平成24年）4月1日　京都府教育委員会から、土曜日授業を活用して、より多様で魅了的な授業を展開することを目的とした実践的かつ専門的な研究の対象校である、土曜日教育実践研究指定校に指定される。(平成31年度3月31日まで)[3]
- 2012年（平成24年）6月　夏場における、児童の熱中症対策の一環として、教室にドライミスト装置が設置された。
- 2012年（平成24年）6月16日　精華町立東光小学校の創立20周年記念式典において、学校をより綺麗にする活動『夢・喜び・感動プロジェクト』として、廊下の壁にペンキを塗る活動や、学校周辺に花を植え、プランターを置くなどの活動を行ってきたことを紹介した。[4]

## 校歌
作詞：遠藤忠　作曲：米澤正展

## 児童生徒数
精華町立東光小学校の児童数の変遷　※()は、特別支援学級『かしのき学級』に在籍している児童数
- 2002年―526人(1人)
- 2003年―581人(4人)
- 2004年―622人(4人)
- 2005年―658人(4人)
- 2006年―714人(6人)
- 2007年ー713人(3人)
- 2008年―691人(5人)
- 2009年―702人(6人)
- 2010年―710人(9人)
- 2011年―698人(8人)
- 2012年―682人(6人)
- 2013年―669人(6人)
- 2014年―666人(7人)
- 2015年―666人(7人)
- 2016年―646人(6人)
- 2017年―653人(9人)
- 2018年―601人(11人)
- 2019年―579人(16人)

## 主な進学先
- 精華町立精華西中学校

## 学区内の著名な施設
- けいはんなプラザ[7]

　関西文化学術研究都市の中核的交流施設であり、ラボ棟やけいはんなプラザホテル、京都府立けいはんなホールなどがある。また、広場には、日時計があり、文字盤の面積は世界一の大きさである。
- 国際電気通信基礎技術研究所（ATR）[9]

　情報通信分野における先進的な研究を行っており、世界の研究開発拠点として、関西学術研究都市の発展の中で中心的な役割を担っている。
- パナソニック　テクノロジーイノベーション本部　京阪奈拠点
- NTTコミュニケーション科学基礎研究所
- 京セラ(株)　けいはんなリサーチセンター
- ニデック　ニデックけいはんなテクノロジーセンター・システム生産開発センター
- 精華町立精華西中学校[10]

　精華町立の中学校であり、精華町立東光小学校の多くの生徒がここに進学する。
- ビエラタウンけいはんな[11]

　2015年に、JR西日本不動産開発株式会社がオープンした、スーパーマーケットや飲食店舗など16店舗から構成された、オープンモール型複合商業施設である。
- 鳥谷公園
- 東畑神社[12]

　神社の古記録が、火災による焼失し、由緒などは明らかになっていない。祭神は素戔嗚尊(スサノオノミコト)である。また、平成３０年に新たな本殿へと造り替わった。
- 専光寺[13]

　1143年に創建された寺である。江戸時代に建立された本堂は、京都府暫定登録文化財に登録されている。　

## 通学区域が隣接している学校
- 精華町立山田荘小学校
- 精華町立精華台小学校
- 精華町立川西小学校
- 京田辺市立普賢寺小学校
- （奈良県）生駒市立生駒北小学校
- （奈良県）生駒市立鹿ノ台小学校